# L'ange de Nisida
L'ange de Nisida è un'opera semiseria in quattro atti di Gaetano Donizetti su libretto di Alphonse Royer e Gustave Vaëz.
Alcune parti del libretto sono considerate analoghe al libretto di Gaetano Rossi per Adelaide e Comingio di Giovanni Pacini, e la scena finale si basa su Les Amants malheureux, ou le conte di Comminges di François-Thomas-Marie de Baculard d'Arnaud. Donizetti cominciò a scrivere alla fine del 1839 per poi terminare l'opera il 27 dicembre 1839. Poiché il soggetto trattava dell'amante di un re di Napoli, cosa che poteva causare problemi con la censura italiana, Donizetti decise di presentarla in Francia. L'ange non venne mai rappresentata in teatro in quanto la Renaissance, il teatro di Parigi che aveva commissionato il lavoro, fallì. Nel 1840 venne rielaborata in La favorita.
Ritrovata negli anni 2010, venne rappresentata per la prima volta il 18 luglio 2018 alla Royal Opera House a Londra.

## Storia

### Origine
L'ange de Nisida ha incorporate molte pagine del manoscritto Adelaide, un lavoro non finito al quale Gaetano Donizetti stava probabilmente lavorando nel 1834, da un libretto di origine sconosciuta. Questo libretto contiene elementi dell'opera parigina del 1790 Les Amants malheureux, ou le conte di Comminges di François-Thomas-Marie de Baculard d'Arnaud.  Il musicologo William Ashbrook nel suo libro Donizetti and his operas, afferma che il libretto di Adelaide ha somiglianze con quello di Gaetano Rossi per Adelaide e Comingio, di Giovanni Pacini. Si pensa che Donizetti abbia conosciuto il manoscritto di Adelaide a Parigi nel 1838. Poiché la materia oggetto di L'ange coinvolgeva l'amante di un re di Napoli, e poteva quindi causare difficoltà con la censura italiana, Donizetti decise che l'opera sarebbe stata presentata in Francia. Inoltre, nel settembre 1839, la stampa francese aveva annunciato l'uscita della Fiancée du Tyrol, una traduzione dell'opera di Donizetti Il furioso all'isola di San Domingo del 1833.  Nell'ottobre 1839 il compositore scriveva a un amico a Napoli: "La Fiancee du Tyrol sarà Il Furioso amplificato, L'ange de Nisida sarà nuova". Donizetti iniziò a lavorare su L'ange poco dopo; La Fiancée du Tyrol non venne mai realizzata.

### Composizione
Donizetti completò L'ange de Nisida il 27 dicembre 1839, stando alla data sulla pagina finale della partitura autografa., posticipando il proseguimento di Le Duc d'Albe su cui stava lavorando in modo da dare la priorità a L'ange e a La fille du régiment.
Anche se Donizetti aveva scritto al suo caro amico Tommaso Persico che L'ange era "un'opera in tre atti", sia la partitura autografa, sia il contratto con il direttore del teatro Anténor Joly attestano chiaramente che L'ange era tagliato in quattro atti. Indipendentemente da ciò, la lettera di Donizetti ha causato confusione tra i giornalisti d'opera e studiosi. Ad esempio, il giornalista di The Musical Times Winton Dean ha scritto sulla versione italiana della Favorite (1979): "è un ampliamento di un'opera francese ineseguita di tre atti, L'ange de Nisida" Ashbrook ipotizza che Donizetti possa aver considerato i primi due atti come uno.

### Contratto e cancellazione
Il 5 gennaio 1840 Donizetti firmò un contratto con i suoi librettisti e Anténor Joly, che operava per una società denominata Théâtre de la Renaissance. L'ange fu preferito a Il divieto d'amare di Richard Wagner. La compagnia di Joly aveva debuttato con la versione francese di Lucia di Lammermoor di Donizetti l'anno precedente, e L'ange avrebbe dovuto essere la successiva. Il contratto, conservato alla Bibliothèque-Musée de l'Opéra National di Parigi, stabilisce che L'ange avrebbe dovuto essere eseguita per venti repliche senza interruzioni, a meno che tre spettacoli consecutivi avessero venduto sotto una certa soglia di biglietti, e che Joly non avrebbe potuto presentare in anteprima alcun altra opera fino a quando le vendite al botteghino dell'Ange avessero iniziato a diminuire. Il contratto non contiene informazioni sul compenso di Donizetti: non è da escludere che esistesse in proposito una scrittura privata. L'ange avrebbe dovuto iniziare le prove il 1º febbraio 1840. In quel periodo Donizetti aveva altre due opere in fase di preparazione in altri teatri, Poliuto e La figlia del reggimento.
In gennaio Joly interruppe tutte le produzioni del Théâtre de la Renaissance a causa di difficoltà finanziarie, nonostante un prestito di 5.000 franchi ricevuto da Donizetti, anche se cercò di tenere a galla l'impresa mettendo in scena balletti, ma fu costretto a chiudere definitivamente nel maggio 1840. Joly presentò istanza di fallimento e pertanto evitò di pagare a Donizetti il dovuto.

### La Favorita
Donizetti riuscì a recuperare la partitura di L'ange de Nisida dalla società di Joly e a rielaborarla nel settembre 1840 sotto il nome di La favorite, per una première a dicembre in Italia. Per aggirare la censura italiana accettò di fare alcune modifiche sul libretto e ad ambientare La favorite in Castiglia in epoca medievale.
L'influenza di L'ange è evidente nella partitura autografa della Favorite, che comprende grandi blocchi dell'Ange in cui i nuovi nomi dei personaggi e il testo appaiono sovrascritti. La pagina finale dell'Ange è stata utilizzata come pagina finale di La favorite e perciò porta la data finale di stesura dell'Ange, non della Favorite. Il contratto di Donizetti per La favorite prevedeva il debutto per il 1º dicembre 1840, lasciando perciò poco tempo per i cambiamenti. Nella sua biografia di Donizetti del 1965, William Ashbrook ipotizza che questa scadenza abbia dato origine alla leggenda secondo cui Donizetti avesse composto l'ultimo atto de La favorite in una sola notte. Il libretto dell'Ange e la partitura autografa de La favorite chiariscono in realtà che l'atto finale de La favorite è stato completato molto prima. Per la revisione del nuovo libretto Donizetti fu affiancato dal librettista Eugène Scribe, che a sua volta richiese l'approvazione della protagonista, il mezzosoprano Rosine Stoltz. Il prodotto finito risulta un amalgama del non finito Adelaide, il mai eseguito L'ange de Nisida, e nuovo materiale lavorato nella partitura da Donizetti e nel libretto da Scribe. La favorite ebbe la sua anteprima il 2 dicembre 1840.
Ashbrook ha messo a confronto le partiture autografe superstiti di L'ange de Nisida e della Favorite per determinare con precisione la quantità di materiale dell'Ange confluita nel secondo. Mentre gli eventi di L'ange si svolgono nel 1470 a Nisida e Napoli, La favorita è ambientata a Santiago de Compostela e Castiglia, in Spagna, prima del 1350. Donizetti ha fatto cambiamenti fondamentali alla prima metà della Favorite  dove poco rimane dell'Ange. Il conflitto centrale della storia che coinvolge il matrimonio è essenzialmente lo stesso nelle due opere, e alcuni dei nomi dei personaggi sono simili o identici.
Una trascrizione del libretto dell'Ange è conservata presso la biblioteca della Fondazione Donizetti di Bergamo, ed è stata stampata in un numero della rivista in lingua italiana per la Donizetti Society del 2002.

### Riscoperta
La musicologa calabrese Candida Mantica ha ritrovato la partitura manoscritta dell'opera conservata alla Biblioteca nazionale di Francia, smembrata senza ordine in diciotto contenitori. L'opera è stata ricomposta su commissione dell'etichetta discografica Opera Rara, con l'aiuto del direttore e compositore Martin Fitzpatrick per le parti mancanti (che riguardano alcuni recitativi e l'intero numero 11, corrispondente all'aria della protagonista prima delle nozze, al posto della quale è stata eseguita una cabaletta proveniente dalla Maria di Rohan). il 18 Luglio 2018 avviene la prima rappresentazione assoluta dell'opera alla Royal Opera House, diretta da Mark Elder, la cui incisione viene pubblicata nel corso del 2019. Nello stesso anno, l'Ange viene rappresentata in forma scenica con la regia di Francesco Micheli, direttore artistico del festival, come spettacolo inaugurale nel cantiere del Teatro Donizetti di Bergamo. In tale occasione, non vengono eseguiti i recitativi composti da Fitzpatrick, e per l'aria di Sylvia del terzo atto viene eseguita una prima variante dell'analoga aria di Lèonor nella Favorite. Nel 2020 escono in commercio, per l'etichetta Dynamic, il CD e il DVD dello spettacolo bergamasco.

#### Cast della prima assoluta
| Ruolo      | Registro vocale | Interprete (18 Luglio 2018, Royal Opera House) |
| ---------- | --------------- | ---------------------------------------------- |
| Sylvia     | soprano         | Joyce El-Khoury                                |
| Leone      | tenore          | David Junghoon Kim                             |
| Fernand    | baritono        | Vito Priante                                   |
| Don Gaspar | basso           | Laurent Naouri                                 |
| Il monaco  | basso           | Evgeny Stavinsky                               |

## Ruoli
L'opera non ha mai avuto una fase di prova perciò si sa poco sul cast previsto. In una lettera al suo amico Tommaso Persico, Donizetti esprime il desiderio di dare il ruolo di protagonista a Juliette Bourgeois, un soprano di temperamento che aveva chiesto una grossa somma di denaro per cantare in Francia.
| Ruolo                               | Voce        | Ruolo corrispondente ne La favorite | Voce         |
| ----------------------------------- | ----------- | ----------------------------------- | ------------ |
| Don Fernand d'Aragona, Re di Napoli | baritono    | Alphonse XI                         | baritono     |
| Don Gaspar, ciambellano del re      | basso buffo | Don Gaspar                          | tenore       |
| Contessa Sylvia de Linares          | soprano     | Léonor                              | mezzosoprano |
| Leone de Casaldi, un soldato        | tenore      | Fernand, un novizio                 | tenore       |
| Il monaco                           | basso       | Balthazar                           | basso        |

## Trama

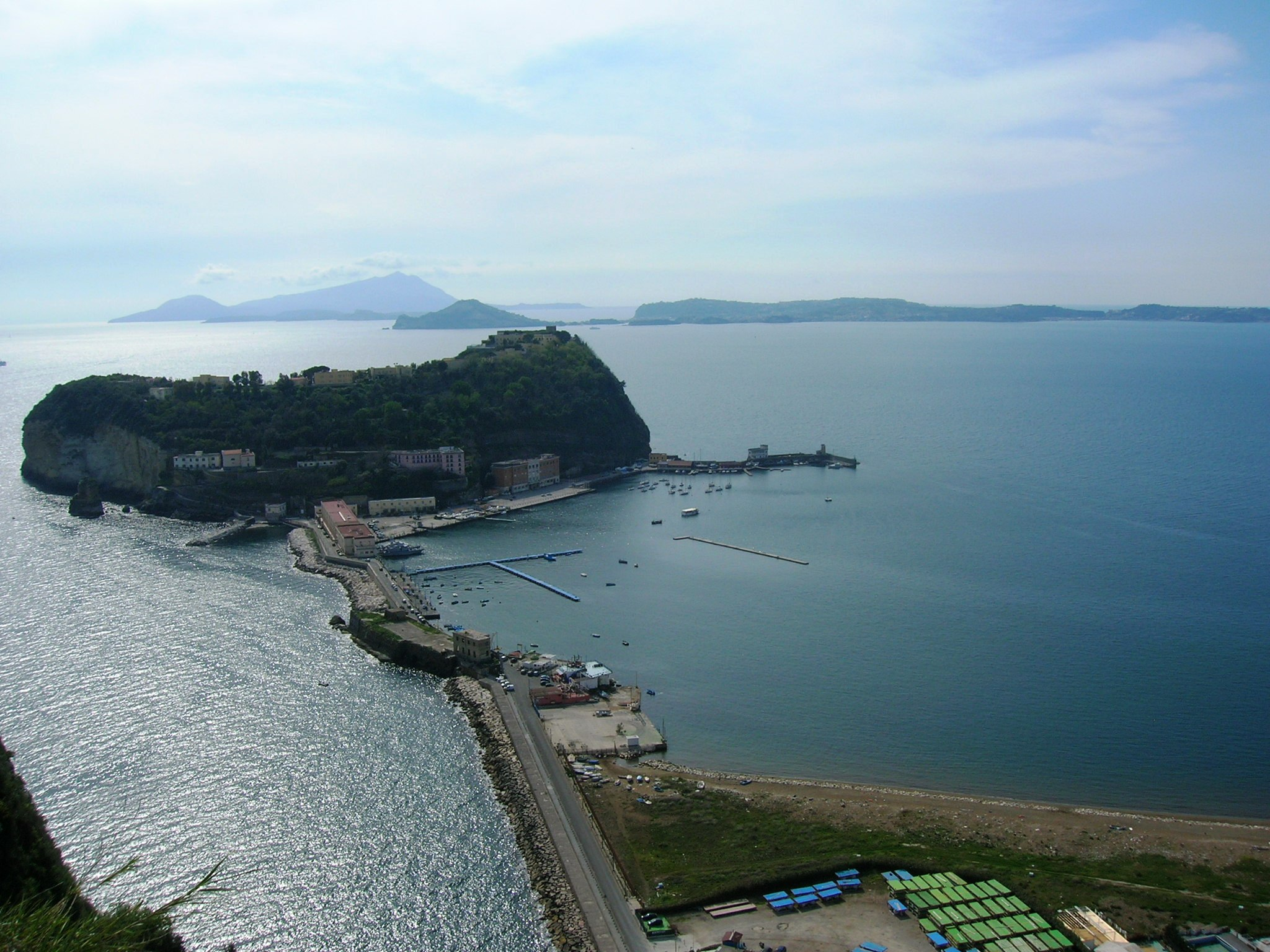
Isola di Nisida

Tempo: 1470
Luogo: Napoli e Nisida

## Antefatto
Il nobile Leone de Casaldi sfida a duello e ferisce gravemente un nobile napoletano che aveva insultato il nome del padre: per sfuggire alla condanna, si rifugia sull'isola di Nisida, che è diventata rifugio e nascondiglio della spagnola contessa Sylvia de Linares, amante del Re Fernand, molto amata dal popolo dell'isola per le sue opere caritatevoli tanto da venir chiamata "angelo di Nisida". 

### Atto I
Leone, che si è innamorato di Sylvia, attende di poterla rivedere un'altra volta presso la sua casa, venendo interrotto dall'arrivo inopportuno di Don Gaspar, ciambellano di Re Fernand: conoscendo la sua condizione, Gaspar consiglia al giovane fuggiasco di implorare la grazia del re. 

Liberatasi dalla presenza di Gaspar e dei popolani che le rendono omaggio, Sylvia incontra finalmente Leone: lei è costretta a respingerlo con fermezza, poiché sa che l'illustre amante sta per arrivare, e soffre per la sua condizione di amante clandestina di un re.

All'arrivo di Re Fernand, Leone viene riconosciuto ed arrestato, e posto sotto la tutela di Don Gaspar.

### Atto II
Finalmente solo con Sylvia, Fernand le rinnova le proprie profferte d'amore, mentre la donna rimprovera malinconicamente il re per averle fatto lasciare il proprio paese d'origine con la promessa d'un matrimonio, per poi diventarne l'amante, tenuta nascosta a tutto il mondo. Sylvia inoltre approfitta della situazione per chiedere la grazia per Leone. 

Don Gaspar irrompe con una spiacevole notizia: un monaco, mandato dal Vaticano, minaccia di scomunica e di interdetto l'intera corte di Napoli se Re Fernand non lascerà l'amante, oggetto di vergogna e onta per tutta l'umanità. Una volta partito il monaco, Don Gaspar propone a Fernand un matrimonio di facciata per Sylvia con un nobile napoletano, così da placare le ire della Chiesa. Nel frattempo, decidono di fare ritorno a Napoli, facendo scortare Sylvia da Leone stesso.

Sylvia, dopo essere stata informata del piano da Gaspar stesso, quando viene a sapere che Leone la scorterà a Napoli, cade in un equivoco, convinta che l'amato agisca solo per interesse personale e non per amore suo, scatenando in lei una reazione sdegnosa: sdegno che si accende maggiormente quando Leone chiede la sua mano di fronte allo stesso Re. Ma la donna non può opporsi: Don Gaspar esulta, felice di aver trovato un marito di facciata per la contessa, Re Fernand è agitato dalla gelosia e dalla speranza di poter riavere Sylvia, Leone è entusiasta per le nozze con la donna che ama, mentre Sylvia si sente tradita e usata. L'intera corte fa quindi ritorno a Napoli.

### Atto III
Don Gaspar scopre suo malgrado dell'amore che Leone nutre per Sylvia: cerca invano di convincere il Re ad annullare le nozze, cercando di celargli la relazione tra i due: tuttavia Fernand rifiuta con rabbia la proposta, e vuole affrettare le nozze. Nel frattempo Sylvia, delusa dal comportamento ambiguo di Leone, brucia le sue lettere e i suoi pegni d'amore. 

A corteo nuziale avviato, un manipolo di cortigiani commenta con disgusto e disprezzo le nozze tra Leone, che è stato premiato con onori militari, e la contessa, che tutti sanno essere l'amante del re: un alterco tra essi e lo stesso Leone viene interrotto dal nuovo arrivo del monaco, il quale lo rimprovera e lo informa della vera natura di Sylvia. Leone, sentendosi disonorato e tradito, rifiuta le nozze e gli ordini ricevuti dal Re e spezza ai suoi piedi la spada ricevuta. Sylvia capisce l'errore nel quale è caduta, e implora la grazia a Fernand per l'amato, mentre Don Gaspar vede il suo incarico a corte già finito.

### Atto IV
Leone ha deciso di abbracciare i voti religiosi e di entrare in un convento per dimenticare Sylvia, il cui ricordo tuttavia lo insegue ovunque. La stessa donna, celata in abiti maschili, ha abbandonato la corte: sentendosi prossima alla morte, vuole rivedere l'amato per ottenere il suo perdono prima di morire. Dopo un iniziale turbamento, Leone sente riaccendere la fiamma dell'amore, e vorrebbe fuggire con l'amata, ma Sylvia, stremata dalle fatiche e dalla malattia, spira tra le sue braccia. Leone, disperato, grida a gran voce aiuto, invano, e ordina ai confratelli di far scavare un'altra fossa per lui l'indomani stesso, dentro cui essere calato con l'amata.

## Struttura musicale

### Acte 1
- 1 Introduction Ange d'amour... Dite lui que mon coeur l'appelle... Le sommeil te berce encore (Leone, Don Gaspar, Coro)
- 2 Air et Choeur Ma puissance n'est pas mince... C'est l'inconnu (Don Gaspar)
- 3 Duo O douces fleurs... Leone! Le ciel t'Envoie (Leone, Sylvia)
- 4 Choeur et Scène Vive le Roi!... Mes bon amis (Don Gaspar, Fernand, Leone)

### Acte 2
- 5 Duo Comme ces fuilles empourprés... Ô ma chère patrie (Sylvia, Fernand)
- 6 Choeur La ciel a béni l'étrangère
- 7 Scène, Quatuor et Choeur Mais vous, fée adorable... Redoutez le fureur (Fernand, Sylvia, Don Gaspar, Monaco, Coro)
- 8 Récitatif et Air Ah, Je me vengerai... Quelle ivresse et quel delire (Leone)
- 9 Final Dites que je m'attends... De mon coeur foi bénie... O mon ange qui j'implore (Don Gaspar, Leone, Sylvia, Fernand)

### Acte 3
- 10 Récitatif et Duo Leone! Quai-je appris... Non, ce triste sacrifice (Fernand, Don Gaspar)
- 11 Récitatif et Air Leone, Leone!... Frais ombrage (Sylvia)
- 12 Choeur Deja dans la chapelle (Leone, Fernand, Don Gaspar)
- 13 Choeur et Final Quel marché de bassesse!... Contre un pacte infame (Coro, Leone, Monaco, Fernand, Sylvia, Don Gaspar)

### Acte 4
- 14 Choeur, Romance et Final Frères, il faut mourir... Helas! Envolezvous, beaux songes... Va-t'en d'ici (Coro, Il Superiore, Leone, Sylvia)

## Incisioni discografiche
| Anno | Cast (Sylvia, Leone, Don Fernand, Don Gaspar, Le Moine)                              | Direttore        | Etichetta  |
| ---- | ------------------------------------------------------------------------------------ | ---------------- | ---------- |
| 2018 | Joyce El-Khoury, David Junghoon Kim, Vito Priante, Laurnet Naouri, Evgeny Stravinsky | Mark Elder       | Opera Rara |
| 2019 | Lidia Fridman, Konu Kim, Florian Sempey, Roberto Lorenzi, Federico Benetti           | Jean-Luc Tingaud | Dynamic    |